# قزل‌عاشق
قزل عاشق، روستایی است از توابع بخش مرکزی شهرستان ارومیه و در شهرستان ارومیه استان آذربایجان غربی ایران. نویسنده علی عبدالهی

## جمعیت
این روستا در دهستان روضه‌چای قرار داشته و بر اساس سرشماری سال ۱۳۸۵ جمعیت آن برابر با ۲۸۷۷ نفر (۶۹۶ خانوار) بوده‌است.